# FK Austria Wien
Az FK Austria Wien egy osztrák labdarúgócsapat, székhelye a főváros: Bécs. Az egyik legsikeresebb osztrák labdarúgó egyesület, eddig 23 alkalommal hódította el a bajnoki címet, 27-szer az osztrák kupát, 6-szor pedig az osztrák szuperkupát. A BEK-ben (a Bajnokok Ligája elődje) voltak elődöntősök és negyeddöntősök, a KEK-ben döntősök.

## Története
A klubot 1911. március 12-én alapították Bécsben. Már a klub alapításakor a lila-fehér színeket viselik az egyesület játékosai. Ebből fakad a máig használatos „Die Veilchen”, azaz “az Ibolyák” becenév.

## Eredmények
A csapat első bajnoki címét 1924-ben szerezte. Az 1930-as évek rendkívül sikeres időszakot hoztak a klub életében, amit jelez az 1933-as és 1936-os Mitropa Kupa (Közép-európai Kupa) elhódítása, ami a nagy európai kupák (BEK és KEK) korai elődje volt.
A II. világháborút követően egy újabb sikeres korszak következett az 1949-, 1950-, 1953-, 1961- és 1963-ban, valamint 1969-ben elnyert bajnoki címekkel, és a KEK negyeddöntőbe jutással.
A 70-es évek derekától a 80-as évek közepéig tartó újabb aranykorszak következett, melyet a nyolc bajnoki aranyérem mellett négy Osztrák Kupagyőzelem is jelez. A legnagyobb nemzetközi kupasikerek is ez időszakra tehetők: egy-egy BEK elődöntő és negyeddöntő mellett egy KEK döntő, egy elődöntő és egy negyeddöntő, valamint egy UEFA Kupa negyeddöntő.
A 90-es évek elejére datálódik az FK Austria eddigi utolsó igazán sikeres korszaka: amikor három bajnoki címet (1991, 1992, 1993), három osztrák kupa győzelmet (1990, 1992, 1994), valamint négy Szuper Kupa sikert (1991, 1992, 1993, 1994) ünnepelhettek a lila-fehér hívek. 1995 és 2002 között mind a nemzetközi, mind a hazai sikerek elkerülték az együttest, ebben az időben többnyire a bajnokság középmezőnyében végeztek.
1999-ben a milliárdos Frank Stronach vezette Magna cégcsoport vette át a klub irányítását, a csapat felvette a főszponzor nevét. A klubba fektetett hatalmas pénzösszeg 2002/2003-as idényben hozta meg eredményét, amikor a bajnoki trófea mellé kupagyőzelem is párosult. Ezt követően napjainkig még egy bajnoki cím (2006) és két Szuper Kupa győzelem (2003, 2004) mellett négy alkalommal (2005, 2006, 2007 és 2009) az Osztrák Kupát is elhódították.
A klub 2008. július elsején a Magna kivonulásával vette fel újra az FK Austria Wien nevet.

## Játékoskeret
2018. augusztus 6.
| #  |     | Poszt | Név                                            |
| -- | --- | ----- | ---------------------------------------------- |
| 2  | AUT | V     | Petar Gluhakovic                               |
| 3  | BRA | V     | Igor                                           |
| 4  | AUS | KP    | James Jeggo                                    |
| 5  | AUT | KP    | Vesel Demaku                                   |
| 6  | AUT | KP    | Niels Hahn                                     |
| 7  | AUT | KP    | Maximilian Sax                                 |
| 8  | SRB | KP    | Uroš Matić (kölcsönben a København csapatánál) |
| 9  | AUT | CS    | Kevin Friesenbichler                           |
| 10 | AUT | KP    | Alexander Grünwald                             |
| 11 | BRA | KP    | Lucas Venuto                                   |
| 13 | AUT | K     | Ivan Lucic                                     |
| 14 | AUT | CS    | Christoph Monschein                            |
| 16 | AUT | KP    | Dominik Prokop                                 |
| 17 | AUT | V     | Florian Klein                                  |
| 18 | AUT | V     | Christian Schoissengeyr                        |

| #  |     | Poszt | Név                                                  |
| -- | --- | ----- | ---------------------------------------------------- |
| 19 | AUT | V     | Jan Gassmann                                         |
| 20 | NGR | CS    | Bright Edomwonyi                                     |
| 21 | BRA | CS    | Ewandro (kölcsönben az Udinese csapatánál)           |
| 23 | CHI | KP    | Cristián Cuevas (kölcsönben a Huachipato csapatánál) |
| 24 | AUT | V     | Aleksandar Borković                                  |
| 25 | AUT | KP    | Thomas Salamon                                       |
| 26 | ISR | CS    | Alon Turgeman                                        |
| 27 | AUT | KP    | Thomas Ebner                                         |
| 28 | AUT | V     | Christoph Martschinko                                |
| 30 | AUT | V     | Michael Madl                                         |
| 32 | AUT | K     | Patrick Pentz                                        |
| 36 | AUT | CS    | Dominik Fitz                                         |
| 39 | AUT | KP    | Manprit Sarkaria                                     |
| 99 | AUT | K     | Mirko Kos                                            |

### Kölcsönben
| # |     | Poszt | Név                                                 |
| - | --- | ----- | --------------------------------------------------- |
|   | GHA | V     | Abdul Kadiri Mohammed (az Arszenal Tula csapatánál) |
|   | AUT | KP    | David Cancola (az SC Wiener Neustadt csapatánál)    |
|   | TUR | KP    | Tarkan Serbest (a Kasımpaşa SK csapatánál)          |

## Ismertebb játékosok
| - Rabiu Afolabi - Mikael Antonsson - Johann Buzek - Nastja Čeh - Csavdar Cvetkov - Joey Didulica - Djalminha - Tosin Dosunmu - Thomas Flögel - Valdas Ivanauskas - Friedl Koncilia - Helmut Köglberger - Roland Linz - Magyar István - Sebastian Mila | - Mons Ivar Mjelde - Julio Morales - Arminas Narbekovas - Horst Nemec - Nyilasi Tibor - Erich Obermayer - Ernst Ocwirk - Andreas Ogris - Saša Papac - Petko Petkov - Anton Pfeffer - Johann Pirkner - Toni Polster - Herbert Prohaska - Alfred Riedl | - Sigurd Rushfeldt - Robert Sara - Walter Schachner - Schaffer Alfréd - Paul Scharner - Walter Schleger - Ferdinand Schwatosh - Filip Šebo - Matthias Sindelar - Libor Sionko - Ernst Stojaspal - Karl Stotz - Ivica Vastić - Gustav Wieser |  |

### A klub világbajnoki bronzérmes labdarúgói
- Ernst Ocwirk (1954)
- Walter Schleger (1954)
- Karl Stotz (1954)
- Ernst Stojaspal (1954)

## Az Austria Wien gólkirályai
- 1922–23 Ferdinand Swatosch 21 gól
- 1923–24 Gustav Wieser 15 gól
- 1924–25 Gustav Wieser 19 gól
- 1925–26 Gustav Wieser 25 gól
- 1945–46 Ernst Stojaspal 34 gól
- 1946–47 Ernst Stojaspal 18 gól
- 1947–48 Ernst Stojaspal 24 gól
- 1951–52 Ernst Stojaspal 31 gól
- 1952–53 Ernst Stojaspal 30 gól – Robert Diensttel (Rapid Wien) együtt
- 1960–61 Horst Nemec 31 gól
- 1961–62 Horst Nemec 24 gól
- 1963–64 Horst Nemec 20 gól
- 1965–66 Johann Buzek 17 gól
- 1968–69 Helmut Köglberger 31 gól
- 1971–72 Alfred Riedl 16 gól
- 1974–75 Helmut Köglberger 22 gól (Austria Wien és Linzer ASK)
- 1975–76 Johann Pirkner 21 gól
- 1978–79 Walter Schachner 24 gól
- 1979–80 Walter Schachner 34 gól
- 1983–84 Nyilasi Tibor 26 gól
- 1984–85 Toni Polster 24 gól
- 1985–86 Toni Polster 33 gól
- 1986–87 Toni Polster 39 gól
- 2005–06 Roland Linz 15 gól – Sanel Kuljic-csel (SV Ried) együtt[1]

## A klub eddigi edzői
| - Jimmy Hogan 1911–12 - Hugo Meisl 1912–13 - Johann Andres 1919–21 - Gustav Lanzer 1922–27 - Robert Lang 1928–30 - Karl Kurz 1930–31 - Rudolf Seidl 1931–32 - Karl Schrott 1933 - Josef Blum 1933–35 - Konrád Jenő 1935–36 - Walter Nausch 1936–37 - Matthias Sindelar 1937–38 - Josef Schneider 1939–40 - Karl Geyer 1945 - Heinrich Müller 1946–54 - Walter Nausch 1954–55 - Leopold Vogl 1956–57 - Karl Adamek 1957–58 - Josef Smistik 1958–59 - Walter Probst 1959–60 - Karl Schlechta 1960–62 - Eduard Frühwirth 1962–64 | - Ernst Ocwirk 1964–71 - Heinrich Müller 1971–72 - Karl Stotz 1972 - Guttmann Béla 1973 - Josef Pecanka 1973–74 - Josef Argauer 1974 - Robert Dienst 1974–75 - Johann Löser 1975 - Karl Stotz 1976–77 - Hermann Stessl 1977–79 - Erich Hof 1979–82 - Václav Halama 1982–84 - Thomas Parits 1984–85 - Hermann Stessl 1985–86 - Thomas Parits 1986–87 - Karl Stotz 1987 - Ferdinand Janotka 1987–88 - August Starek 1988 - Erich Hof 1989–90 - Herbert Prohaska 1990–92 - Hermann Stessl 1992–93 - Josef Hickersberger 1993–94 | - Egon Coordes 1994–95 - Horst Hrubesch 1995–96 - Walter Skocik 1996–97 - Wolfgang Frank 1997–98 - Robert Sara 1998 - Zdenko Verdenik 1998–99 - Friedl Koncilia 1999 - Herbert Prohaska 1999–00 - Ernst Baumeister 2000 - Heinz Hochhauser 2000–01 - Arie Haan 2001 - Walter Hörmann / Anton Pfeffer 2001 - Dietmar Constantini 2001–02 - Walter Schachner 2002 - Christoph Daum 2002–03 - Joachim Löw 2003–04 - Lars Søndergaard 2004–05 - Frenk Schinkels 2005–06 - Georg Zellhofer 2006–08 - Dietmar Constantini 2008 - Karl Daxbacher 2008–11 - Ivica Vastić 2011–12 | - Peter Stöger 2012–13 - Nenad Bjelica 2013–2014 - Herbert Gager (megbízott) 2014 - Gerald Baumgartner 2014–2015 - Andreas Ogris 2015 - Thorsten Fink 2015– |

## Stadion
A csapat hazai mérkőzéseit a Franz Horr Stadionban játssza, melynek maximális befogadóképessége 13 400 fő. Egy 2010 végén megkötött szponzori szerződés alapján a stadiont átnevezték Generali Arénának. A stadion center pályája mellett négy füves edzőpálya, egy műfüves pálya és két félpályányi jó minőségű füves terület áll rendelkezésre.

## Szurkolók, riválisok
Legnagyobb rivális a szintén bécsi, zöld-fehér csapat, az SK Rapid Wien.